# Piper yzabalanum
Piper yzabalanum är en pepparväxtart som beskrevs av C. Dc. och F. D. Smith. Piper yzabalanum ingår i släktet Piper och familjen pepparväxter. Inga underarter finns listade i Catalogue of Life.